# Lingua havasupai-walapai-yavapai
La lingua havasupai–hualapai-yavapai detta anche Lingua Yumana degli altopiani è l'insieme dei dialetti parlati da alcuni Nativi americani degli Stati Uniti d'America, che vivono nell'Arizona nord-occidentale, si tratta degli Hualapai (Walapai), Havasupai e Yavapai.
Non tutti i linguisti sono concordi nel considerarli dialetti di una medesima lingua, secondo alcuni, lo yavapai, sarebbe una lingua a sé stante, secondo altri ancora, tutte e tre debbano essere considerate lingue differenti.
Comunque sia, la lingua (o le lingue) appartiene alla famiglia linguistica delle lingue Cochimí-Yumane, sottogruppo lingue pai.

## Classificazione
Secondo Ethnologue.com le Lingue Cochimí-Yumane sono 9.
Il ramo Pai è formato da due lingue:
- Lingua paipai, parlata in Messico, nel settentrione della Baja California
- Lingua havasupai-walapai-yavapai

Nonostante i tre gruppi abbiano identità sociopolitiche differenti, i tre dialetti sono fortemente intellegibili l'uno con l'altro e le strutture lessicali sono praticamente identiche, per cui, tra i linguisti è prevalsa l'ipotesi non si tratti di lingue separate, ma, appunto di dialetti (Campbell 1997:127; Goddard 1996:7; Kendall 1983:5-7; Mithun 1999:577-578).
Anche chi considera lo yavapai una lingua a parte, ritiene che le differenze tra lo Havasupai e lo hualapai siano "trascurabili" ("negligible") (Kozlowski 1976:140).

## Locutori
Secondo Golla (2007) la lingua sarebbe parlata ancora da circa 1600 persone, su una popolazione etnica di 3860. 
In particolare:
- Havasupai, 500 locutori su 570
- Walapai, 1000 locutori su 1870
- Yavapai, 100-150 locutori su 1420

La lingua è fortemente insidiata dall'inglese, che, soprattutto le nuove generazioni, tendono a parlare. Vi sono però programmi scolastici bilingui, in alcune scuole della Riserva di Prescott.
Per testi, grammatiche e dizionari che documentano la lingua, vedi Langdon 1996.